# 은이성지 김가항성당
은이성지 김가항성당은 대한민국 경기도 용인시 처인구 양지면 남곡리에 있다. 2020년 3월 13일 용인시의 향토유적 제71호로 지정되었다.

## 지정 취지
은이성지 김가항성당은 한국인 첫 사제 김대건 신부가 1845년 사제서품을 받은 상징적 장소이고 조선 내 천주교 확산의 계기가 된 한국 교회사의 중요한 건축물이다. 원 건물의 구조재 일부를 재사용하여 원형 회복 및 역사성 회복에 주안점을 두고 건립하였다. 성당이 위치한 은이성지는 김대건 신부가 세례를 받은 곳이고 사제서품 이후 사목활동을 했던 장소로서 김가항성당은 용인 근대사에 있어 가치가 있다.